# Gerrit Germishuizen
Gerrit Germishuizen (1950, Ciudad del Cabo ) es un botánico sudafricano quien ha recolectado en Sudáfrica, Kenia, y Uganda.

## Algunas publicaciones

### Libros
- hugh f. Glen, gerrit Germishuizen. 2010. Botanical Exploration of Southern Africa: An Illustrated History of Early Botanical Literature on the Cape Flora : Biographical Accounts of the Leading Plant Collectors and Their Activities in Southern Africa from the Days of the East India Company Until Modern Times. 2ª edición de South African National Biodiversity Institute, 489 pp. ISBN 191997654X

- iaw MacDonald, charles f Musil, gerrit Germishuizen, emsie du Plessis. 2007. Invasive Alien Flora and Fauna in South Africa: Expertise and Bibliography. Ed. South African National Biodiversity Institute. 176 pp. ISBN 1-919976-35-3

- gerrit Germishuizen. 2006. A Checklist of South African Plants. Nº 41 de Southern African Botanical Diversity Network Report. Editor SABONET/SANBI, 1.126 pp. ISBN 1919976256

- brenda Clarke, gerrit Germishuizen. 2003. Illustrated Guide to the Wildflowers of Northern South Africa. Ed. Briza. 224 pp. ISBN 1-875093-39-7

- gerrit Germishuizen, nicole L. Meyer.2003. Plants of Southern Africa: An Annotated Checklist. Ed. National Botanical Institute. 1.231 pp. ISBN 1-919795-99-5

- anita Fabian, gerrit Germishuizen. 1997. Wild Flowers of Northern South Africa. Ed. Fernwood Press. 472 pp. ISBN 1-874950-29-6

- david Hardy, anita Fabian, gerrit Germishuizen. 1992. Succulents of the Transvaal. Ed. Southern Book Publishers. 138 pp. ISBN 1-86812-444-4

- La abreviatura «Germish.» se emplea para indicar a Gerrit Germishuizen como autoridad en la descripción y clasificación científica de los vegetales.[1]